# Audio Video Standard
Audio Video Standard, o AVS, es un tipo de códec de compresión para audio y video digital y está en competencia directa con H.264/AAC para llegar a reemplazar la norma MPEG-2. Las compañías chinas poseen el 90% de las patentes del sistema AVS. Los ficheros de audio y video tienen una extensión .avs como un contenedor.
El desarrollo de AVS fue iniciado por el gobierno chino. El desarrollo de este estándar permitiría a China no sólo reducir el pago de royalties por el uso de licencias a compañías extranjeras, sino que potenciaría a nivel internacional la electrónica china, permitiendo que sus productos lleguen a un mercado de masas.
Algunas implementaciones open source del codec de video AVS pueden encontrarse en el proyecto OpenAVS, que usa la biblioteca libavcodec. Este software ha sido incluido en muchos reproductores de video, como MPlayer, VLC o xine.
El nuevo estándar de alta definición propuesto por China, el CBHD (China Blue High-Definition), incluirá soporte para AVS.